# Indonesia en los Juegos Paralímpicos de Atlanta 1996
Indonesia estuvo representada en los Juegos Paralímpicos de Atlanta 1996 por un deportista masculino. El equipo paralímpico indonesio no obtuvo ninguna medalla en estos Juegos.